# Grevillea parallelinervis
Grevillea parallelinervis är en tvåhjärtbladig växtart som beskrevs av J. Carrick. Grevillea parallelinervis ingår i släktet Grevillea och familjen Proteaceae. Inga underarter finns listade i Catalogue of Life.